# جایزه بزرگ بلژیک ۱۹۵۲
جایزه بزرگ بلژیک ۱۹۵۲ (انگلیسی: ‎1952 Belgian Grand Prix‎) یک مسابقهٔ موتوری در رشتهٔ اتومبیل‌رانی فرمول یک بود که در تاریخ ۲۲ ژوئن ۱۹۵۲ در اسپا-فرانکورشان واقع در اسپا، بلژیک برگزار شد. این گراند پری در میان ۸ گراند پری در فصل ۱۹۵۲، مسابقهٔ شمارهٔ ۳ بود.
در این مسابقه که در ۳۶ دور و به مسافت ۵۰۸٫۳۲۰ کیلومتر (۳۱۵٫۸۵۵ مایل) برگزار شد، پول پوزیشن توسط آلبرتو اسکاری کسب شد و سریع‌ترین زمان برای طی یک دور پیست که برابر با ۴:۵۴٫۰ بود نیز توسط آلبرتو اسکاری به ثبت رسید.
آلبرتو اسکاری از تیم فراری، نینو فارینا از تیم فراری و رابرت منزون از تیم گوردینی به‌ترتیب مقام‌های اول تا سوم مسابقه را کسب کردند.

## رده‌بندی قهرمانی پس از مسابقه
| رده‌بندی قهرمانی رانندگان \| \| جایگاه \| راننده \| امتیاز \| \| -------- \| ------ \| ------------- \| ------ \| \| \| ۱ \| پیرو تاروفی \| ۹ \| \| ۴۱ \| ۲ \| آلبرتو اسکاری \| ۹ \| \| ۱ \| ۳ \| تروی راتمن \| ۸ \| \| ۲۶ \| ۴ \| نینو فارینا \| ۶ \| \| ۲ \| ۵ \| رودی فیشر \| ۶ \| \| منبع:[۱] \| \| \| \| |        |               |        |
| | جایگاه | راننده        | امتیاز |
| | ۱      | پیرو تاروفی   | ۹      |
| ۴۱ | ۲      | آلبرتو اسکاری | ۹      |
| ۱ | ۳      | تروی راتمن    | ۸      |
| ۲۶ | ۴      | نینو فارینا   | ۶      |
| ۲ | ۵      | رودی فیشر     | ۶      |
| منبع: |        |               |        |

یادداشت
- تنها پنج جایگاه نخست از هر رده‌بندی نمایش داده شده‌است.